# Museo Olímpico de Lake Placid
El Museo Olímpico de Lake Placid conmemora los Juegos Olímpicos de Invierno de 1932 y los Juegos Olímpicos de Invierno de 1980, que tuvieron su sede en la villa olímpica de Lake Placid. Es uno de los pocos museos olímpicos en los Estados Unidos. Lake Placid es la única ciudad de América del Norte que ha acogido dos Juegos Olímpicos de Invierno por separado.
El museo, inaugurado por el Estado de Nueva York en 1994, está ubicado dentro del Centro Olímpico. Su colección incluye el "Fram III" bobsled de los Juegos Olímpicos de 1932 que había estado perdido por más de sesenta años antes de ser donado al museo, los patines de hielo utilizados por Jack Shea en los mismos juegos, y recuerdos del equipo de hockey Miracle on Ice de de 1980. El museo también fue sede de la antorcha olímpica cuando viajó por los Estados Unidos antes de los Juegos Olímpicos de 2002 en Salt Lake City. Además de organizar el foro cinematográfico de Lake Placid, la colección del museo también proporcionó materiales para la película Miracle de 2004, que se centró en el equipo de hockey de 1980. 
El museo recibió la Copa Olímpica de 2005, uno de los premios más antiguos otorgados por el Comité Olímpico Internacional, que reconoce a las instituciones que han estado activas en el servicio del deporte y que han contribuido al desarrollo del Movimiento Olímpico. Se ha beneficiado de otras instituciones y programas olímpicos ubicados en Lake Placid y sus alrededores que forman parte de la promoción del ex gobernador Pataki de Lake Placid como destino turístico. El museo atrae entre 25,000 y 35,000 visitantes cada año.